# Inkya Datta Ore no Seishun Revenge
Inkya Datta Ore no Seishun Revenge: Tenshi Sugiru Ano Ko to Ayumu Re Life (陰キャだった俺の青春リベンジ 天使すぎるあの娘と歩むReライフ Inkya Datta Ore no Seishun Ribenji: Tenshi Sugiru Ano Ko to Ayumu Re Raifu?) es una serie de novelas ligeras escritas por Yūji Keino. La serie originalmente comenzó a serializarse como una novela web en los sitios web de publicación de novelas generadas por usuarios Shōsetsuka ni Narō y Kakuyomu el 12 de diciembre de 2020, antes de empezar a publicarse bajo el sello Kadokawa Sneaker Bunko de Kadokawa Shōten con ilustraciones de Tantan el 1 de febrero de 2022, y se han lanzado tres volúmenes hasta el momento. Una adaptación a manga ilustrada por Ise Ebi Boil comenzó a publicarse en la revista Comp Ace desde el 26 de octubre de 2022.

## Argumento
Esta es la historia de Shin'ichirō Nīhama, que se desmayó tras ser devastado por una compañía negra. Cuando se despierta, se encuentra en un salto temporal a su segundo año de secundaria. Su vida en la secundaria…fue gris y sombría, pero está seguro de que ahora puede volver a empezar. La hermosa chica de sus sueños, Haruka Shijouin, a la que ha vuelto a encontrar con el tiempo, es aún más inocente y linda de lo que recordaba, y sobre todo, ha estado mirando fijamente a Niihama. "Siento que has cambiado mucho con respecto al Niihama que conocí ayer. Sigues siendo amable, pero has crecido, ¡y eso es maravilloso!" Si pudiera cambiar el futuro, sin duda le salvaría la vida después de que se quitara la vida tras sufrir un grave acoso. Con la mentalidad adulta y el poder empresarial que he adquirido, ¡me vengaré de mi segunda juventud junto con ella!

## Personajes
Shin'ichirō Nīhama (新浜心一郎 Nīhama Shin'ichirō?)
El protagonista de la serie. Después de desplomarse en una empresa negra, cayendo a pedazos tanto física como emocionalmente, se despertó y volvió en el tiempo a su segundo año de instituto. Con las habilidades que aprendió mientras estaba en la empresa negra, empezara de nuevo con su juventud oscura y gris.
Haruka Shijōin (紫条院 春華 Shijōin Haruka?)
La protaginista de la serie. Es una chica guapa con fama de ser la mejor del colegio, ingenua y amable con todo el mundo.
Mitsuki Kazamihara (風見原美月 Kazamihara Mitsuki?)
Es miembro del comité del festival de la clase. Es una persona seria, pero su énfasis en la cooperación le impide decidir en absoluto sobre la presentación de la clase.
Kanako Nīhama (新浜 香奈子 Nīhama Kanako?)
La hermana menor de Shinichiro. No es una persona directa, pero le sorprende el cambio de su hermano tras el salto temporal, y le apoya más que nadie en su deseo de hacerse amigo de Haruka.
Shimai Fudewa (筆橋舞 Fudewa Shimai?)
Una chica activa que es compañera de clase de Shin'ichirō y pertenece al club de atletismo. Tiene una personalidad honesta y directa, como cuando expresa su admiración por los apuntes de clase que le prestó Shin'ichirō.

## Contenido de la obra

### Novela ligera
Inkya Datta Ore no Seishun Revenge es escrita por Yūji Keino. Comenzó su serialización en línea el 12 de diciembre de 2020 en los sitios web de publicación de novelas generadas por usuarios Shōsetsuka ni Narō y Kakuyomu. La serie ganó el concurso de novelas web de Kakuyomu en la categoría de comedia romántica. Más tarde fue adquirida por Kadokawa Shōten, que ha publicado la serie con ilustraciones de Tantan bajo su sello Kadokawa Sneaker Bunko desde el 1 de febrero de 2022. Hasta el momento se han lanzado tres volúmenes.
| Volúmenes de novelas ligeras publicadas | Volúmenes de novelas ligeras publicadas | Volúmenes de novelas ligeras publicadas |
| Número                                  | Fecha de lanzamiento                    | ISBN                                    |
| --------------------------------------- | --------------------------------------- | --------------------------------------- |
| 1                                       | 1 de febrero de 2022                    | ISBN 9784041122327                      |
| 2                                       | 1 de junio de 2022                      | ISBN 9784041122341                      |
| 3                                       | 30 de septiembre de 2022                | ISBN 9784041130902                      |
| 4                                       | 1 de junio de 2023                      | ISBN 9784041137390                      |

### Manga
Una adaptación a manga con arte de Ise Ebi Boil se serializa en la revista Comp Ace de Kadokawa Shōten desde el 26 de octubre de 2022. Kadokawa Shōten recopila sus capítulos individuales en volúmenes tankōbon. El primer volumen se lanzara el 26 de mayo de 2023.
| Volúmenes de manga publicados | Volúmenes de manga publicados | Volúmenes de manga publicados |
| Número                        | Fecha de lanzamiento          | ISBN                          |
| ----------------------------- | ----------------------------- | ----------------------------- |
| 1                             | 26 de mayo de 2023            | ISBN 9784041136935            |